# Ljublinsko-Dmitrovskajalinjen
Ljublinsko-Dmitrovskajalinjen (russisk: Любли́нско-Дми́тровская ли́ния, russisk udtale: [lʲuˈblʲinskə ˈdmʲitrəfskəjə ˈlʲinʲɪjə]) (Linje 10) er en af linjerne i Moskvas metro. Den var kendt som "Ljublinskajalinjen" (Любли́нская ли́ния) før 2007. Den åbnede første gang i 1995 som en semi-chordial radius, og er på nuværende tidspunkt i gang med at blive forlænget gennem centrum og mod nord. Linjen strækker sig over 44 kilometer bane og har 26 stationer.

## Skift
| # | Skift til                          | På                               |
| - | ---------------------------------- | -------------------------------- |
| 1 | Sokolnitjeskajalinjen              | Sretenskij Bulvar                |
| 2 | Zamoskvoretskajalinjen             | Zjablikovo                       |
| 3 | Arbatsko-Pokrovskajalinjen         | Chkalovskaja                     |
| 5 | Koltsevajalinjen                   | Chkalovskaja                     |
| 6 | Kaluzhsko-Rizhskajalinjen          | Sretenskij Bulvar                |
| 7 | Tagansko-Krasnopresnenskajalinjen  | Krestjanskaja Zastava            |
| 8 | Kalininskajalinjen                 | Rimskaja                         |
| 9 | Serpukhovsko-Timiryazevskajalinjen | Trubnaja, Petrovsko-Razumovskaja |